# Yvette Vickers
Yvette Vickers (geboren als Yvette Vedder; Kansas City, 26 augustus 1928 – exacte sterfdatum onbekend; dood aangetroffen in haar huis in Los Angeles op 27 april 2011) was een Amerikaans actrice, model, zangeres en pin-up.

## Biografie
Yvette Vickers werd geboren als dochter van jazzmuzikanten Charles en Iola Vedder. In haar jeugd reisde ze veel met haar ouders. Ze wilde zelf graag schrijver worden en studeerde journalistiek aan de Universiteit van Californië - Los Angeles. Tijdens haar studie deed ze af en toe ook aan acteren, en ontdekte dat dit haar meer aansprak dan schrijven, dus besloot ze actrice te worden. Ze werd ontdekt door een reclamebureau en begon op te treden in commercials. Ze verhuisde tijdelijk naar New York om de White Rain Girl te worden, maar keerde terug naar Californië om haar geluk in de filmindustrie te beproeven.
Vickers’ eerste filmoptreden was een bijrolletje in de film Sunset Boulevard (1950), waarvoor ze niet op de aftiteling werd vermeld. In 1953 trouwde ze met Don Prell, maar in 1957 liep dit huwelijk op de klippen. Als actrice kreeg ze vrijwel uitsluitend rollen in B-films, zoals Short Cut to Hell (1957), Attack of the 50 Foot Woman en Attack of the Giant Leeches. In de late jaren 50 trad ze ook op in enkele televisieshows.
In 1959 stond Vickers in Playboy Magazine als Playmate van de maand juli. Haar foto’s werden ook in enkele andere mannenbladen gepubliceerd. In 1959 trouwde ze met Leonard Burns, maar scheidde datzelfde jaar alweer van hem. Nadien trouwde ze nooit meer, maar ze hield wel lange tijd een relatie met acteur Jim Hutton.
Vickers laatste filmoptreden was in 1991 in de horrorfilm Evil Spirits. In de jaren 90 ging ze zich echter bezighouden als zangeres. Ze bracht een jazz-eerbetoon uit aan haar ouders. In 2005 bezocht ze het the Toronto Classic Movie Festival. Vlak voor haar dood werkte ze nog aan haar autobiografie.
Op 27 april 2011 werd Vickers door haar buurvrouw dood aangetroffen in haar huis. De buurvrouw was volgens eigen zeggen een kijkje gaan nemen omdat de post zich maar bleef opstapelen en er spinnenwebben voor de deur van haar huis hingen. De exacte datum van haar overlijden is niet bekend.